# Neftçilər (stanice metra v Baku)
Neftçilər je stanice na lince 1 a 2 metra v Baku, která se nachází mezi stanicemi Qara Qarayev a Xalqlar Dostluğu.

## Popis
Stanice byla otevřena 6. listopadu 1972 u příležitosti 55. výročí Říjnové revoluce. Navrhli ji architekti Ənvər İsmayılov a F. Leontjev. Až do roku 1989 byla poslední stanicí na lince 1.